# Thomas Enqvist
Karl Johan Thomas Enqvist, född 13 mars 1974 i Stockholm, är en svensk tidigare tennisspelare. Han debuterade på ATP-touren 1991 och var som bäst rankad fyra (1999).
Enqvist var en av Sveriges bästa tennisspelare under sin tid. Han var en typisk baslinjespelare med kraftfull serve. Totalt vann han 19 ATP-titlar i singel och en i dubbel. Nådde finalen i Australian Open 1999, men fick ge sig mot Jevgenij Kafelnikov. I de övriga Grand Slam-turneringarna nådde han som bäst kvartsfinaler i Wimbledon 2001 och i Australian Open 1996.
I april 2006 avslutade Enqvist sin tenniskarriär efter återkommande skadeproblem. Han debuterade som svensk DC-kapten i mars 2010 mot Argentina.
Enqvist arbetar ibland som tenniskommentator för TV-kanalen Eurosport.

## Titlar

### Singel (19)
- 1992 - Bolzano
- 1993 - Schenectady
- 1995 - Auckland, Indianapolis, Philadelphia, Pinehurst, Stockholm
- 1996 - Delhi, Paris (inomhus), Stockholm
- 1997 - Marseille
- 1998 - Marseille, Monaco
- 1999 - Adelaide, Stockholm, Stuttgart (inomhus)
- 2000 - Basel, Cincinnati
- 2002 - Marseille

### Dubbel (1)
- 1997 - Marseille (med Magnus Larsson)